# Stepan Osipovich Makarov
Stepan Osipovich Makarov (Степа́н О́сипович Мака́ров, sinh ngày 08 tháng 01 năm 1848 mất ngày 13 tháng 4 năm 1904), là một đô đốc nổi tiếng của đế quốc Nga, với tài năng thao lược trong lĩnh vực hải quân, ông còn là một nhà văn với nhiều tác phẩm. Năm 1946, hải đảo Shiritoru được đổi tên thành Makarov.

## Tiểu sử và sự nghiệp
Khi Nhật-Nga chiến tranh nổ ra Makarov được điều sang Viễn đông chỉ huy hạm đội Nga ở Lữ Thuận.
Ngày 13 Tháng Tư 1904 Makarov chỉ huy kỳ hạm Petropavlovsk truy kích đội chiến thuyền của Nhật ở Hoàng Hải. Khi quay về bến, tàu trúng thủy lôi và chìm. Makarov chết theo tàu. Người Nhật vớt được xác ông đem tống táng theo nghi lễ.